# 何秀超
何秀超（1962年9月26日—），男，河南内乡人，中华人民共和国政治人物。中国人民大学企业管理博士。密西根州立大学高级访问学者。现任中央财经大学党委书记。

## 生平
1977年7月参加工作。1993年6月加入中国共产党。2002年1月，任教育部副司级党组秘书；2005年3月，挂职担任吉林四平市副市长。
2007年7月，任教育部职业教育与成人教育司巡视员、国家职业教育改革试验区（天津）办公室副主任。2009年6月，任教育部督导办公室主任。2016年4月，任教育部教育督导局局长、国务院教育督导委员会办公室主任。
2018年9月，任中央财经大学党委书记。